# 5328 Nisiyamakoiti
Az 5328 Nisiyamakoiti (ideiglenes jelöléssel 1989 UH1) a Naprendszer kisbolygóövében található aszteroida. Ueda Szeidzsi és Kaneda Hirosi fedezte fel 1989. október 26-án.